# Ectatomma goninion
Ectatomma goninion är en myrart som beskrevs av Kugler och Brown 1982. Ectatomma goninion ingår i släktet Ectatomma och familjen myror. Inga underarter finns listade i Catalogue of Life.